# 廢棄建築物

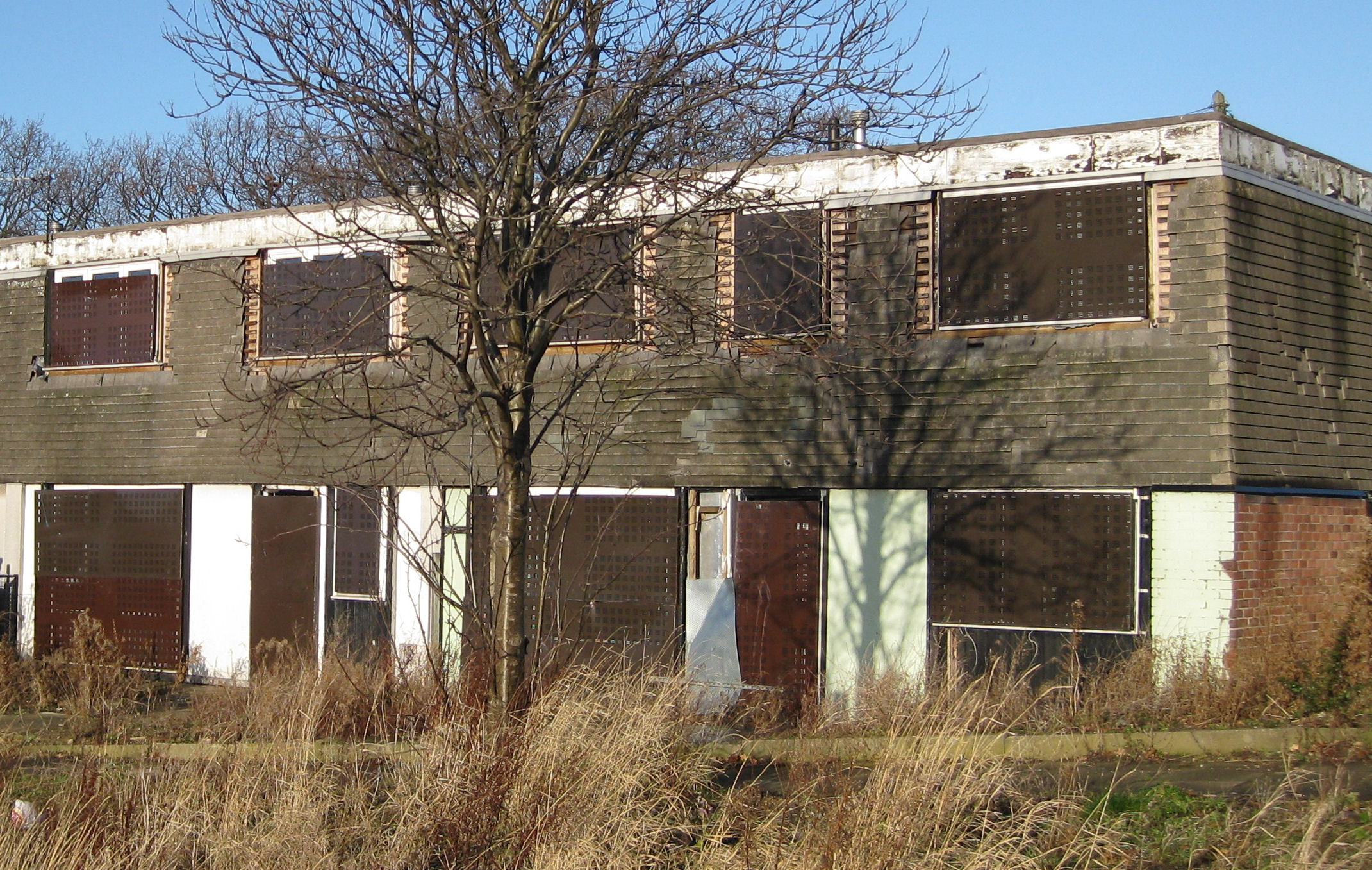
英國里茲一棟廢棄建物

廢棄建築物是已放棄使用的建築物，例如某些古蹟、已關閉的學校和爛尾樓等。也有因為遷移而產生鬼鎮，導致大量建築物被廢棄。有些廢棄建築物可以通過復修或改變用途而重新使用。

## 例子

### 香港
- 顏成坤大宅，建於1930年代的空置大宅，位於香港島堅尼地道
- 嘉賢臺，位於香港島灣仔半山區，已荒廢超過30年之久的私人屋苑
- 荃灣海濱廣場，位於荃灣區海濱花園內，自2013年11月後一直封閉至今
- 南固臺，位於香港島灣仔船街55號的一所古宅，為香港一級歷史建築
- 澄碧邨，建於1970年代，位於大嶼山芝麻灣半島的二浪灣沿岸，以渡假村模式興建的一個私人屋苑，因地理位置偏遠，部份住宅及空間長期空置